# Al Doha Al Jadeda (métro de Doha)
Al Doha Al Jadeda (en arabe : الدوحة الجديدة) est une station sur la Ligne Rouge du Métro de Doha. Elle est ouverte en 2019.

## Histoire
La station est mise en serice le 8 mai 2019.

## Services aux voyageurs

### Intermodalité
- Metrolink : M112 (Al Doha Al Jadeeda)
- Metrolink : M113 (Old Al Ghanim)
- Metrolink : M114 (Umm Ghuwailina)
- Metrolink : M115 (Najma and Fereej Bin Derhem)